# Лехаіндраво
Лехаіндраво (груз. ლეხაინდრავო) — село в Грузії.
За даними перепису населення 2014 року в селі проживає 754 особи.